# Arboretum de Septmonts
El Arboreto de Septmonts (en francés: Arboretum de Septmonts) es un arboreto y huerto de 7 hectáreas de extensión, ubicado en los terrenos del parque del «Château de Septmonts» en Septmonts, Francia.

## Localización
El arboreto se encuentra en el parque junto al castillo de Septmonts está situado a 5 km de Soissons cerca de la "Route nationale 2 (France métropolitaine)" RN2, en Picardie.
Al norte del parque del castillo, más allá del foso, se han creado un huerto y un arboreto
Arboretum de Septmonts Place de la Mairie Septmonts, Département de Aisne, Picardie, France-Francia.
Planos y vistas satelitales.49°20′05.86″N 3°21′36″E / 49.3349611, 3.36000
El castillo está abierto todos los días del 2 de mayo al 30 de septiembre, pero solo los fines de semana, el resto del año.

## Historia
Según una leyenda local transmitido por tradición oral, el pueblo toma su nombre del Papa Juan VIII. Este último, durante su visita al pueblo habría encontrado que, como Roma, estaba rodeado por siete colinas, de ahí el nombre Septmonts (sept monts).
El castillo, clasificado monumento histórico, fue adquirido por la ciudad en 1978, bajo el mandato del entonces alcalde, Alain Charmaille, y su restauración continúa actualmente.
Anteriormente antigua residencia episcopal en verano, que está situado en un parque con vistas a la plaza principal de la localidad, frente a la iglesia y el ayuntamiento.
El arboreto fue creado en 1998 dentro del parque del castillo que cuenta con una notable torre del homenaje (donjon) medieval, que data del siglo XIV, y anteriormente fue la sede del arzobispado de Soissons.

## Colecciones botánicas
Actualmente el arboreto alberga 57 variedades de árboles.
Está organizado en tres áreas que nos muestran árboles procedentes de Europa, América, y Asia; 
Cada año son plantados nuevos árboles por los niños de la localidad. 
En el parque también alberga: 
- Huerto con manzanos,
- Viña,
- Jardín de hierbas.

## Referencias

Detalles
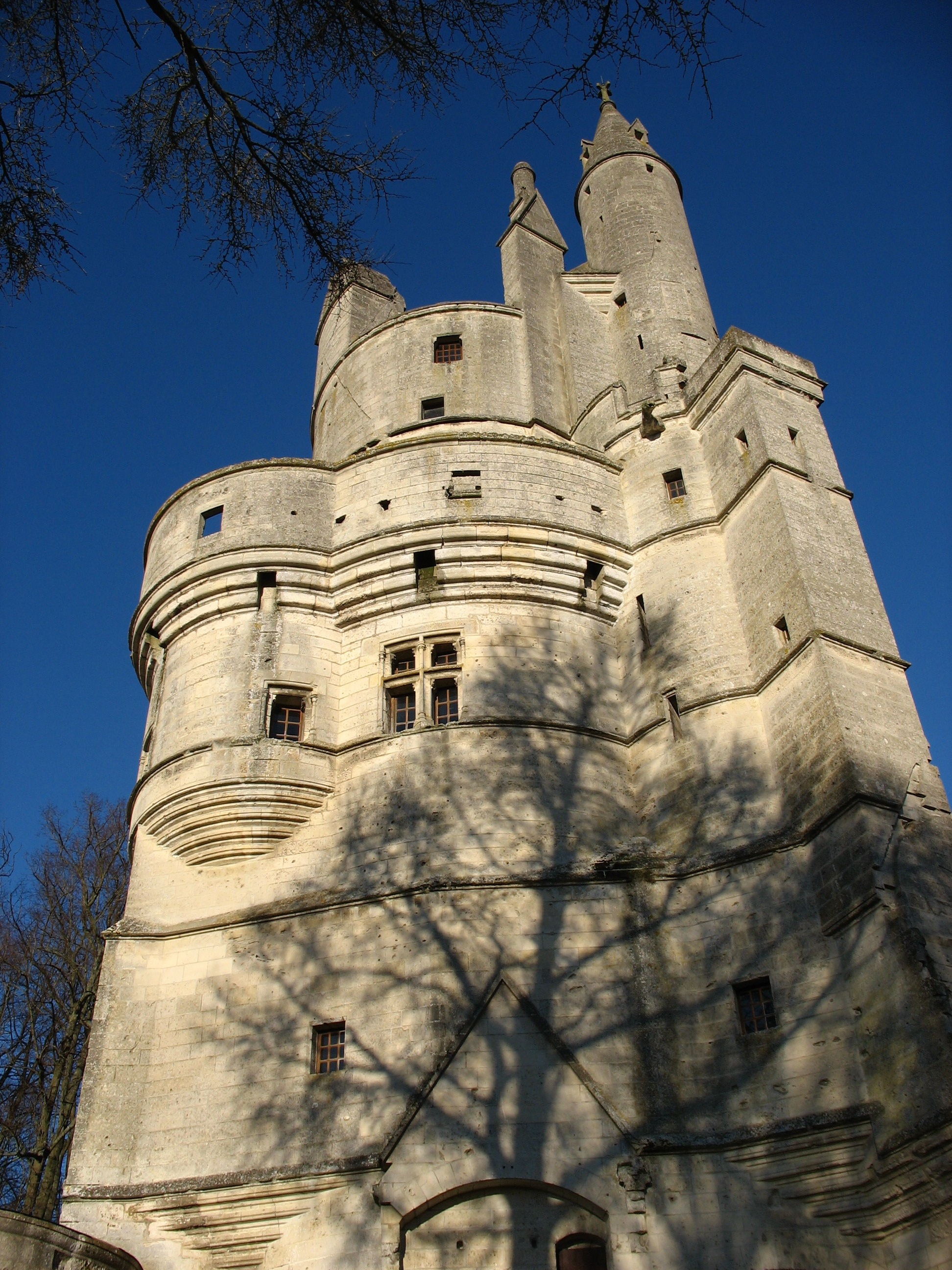
La torre del homenaje del castillo.
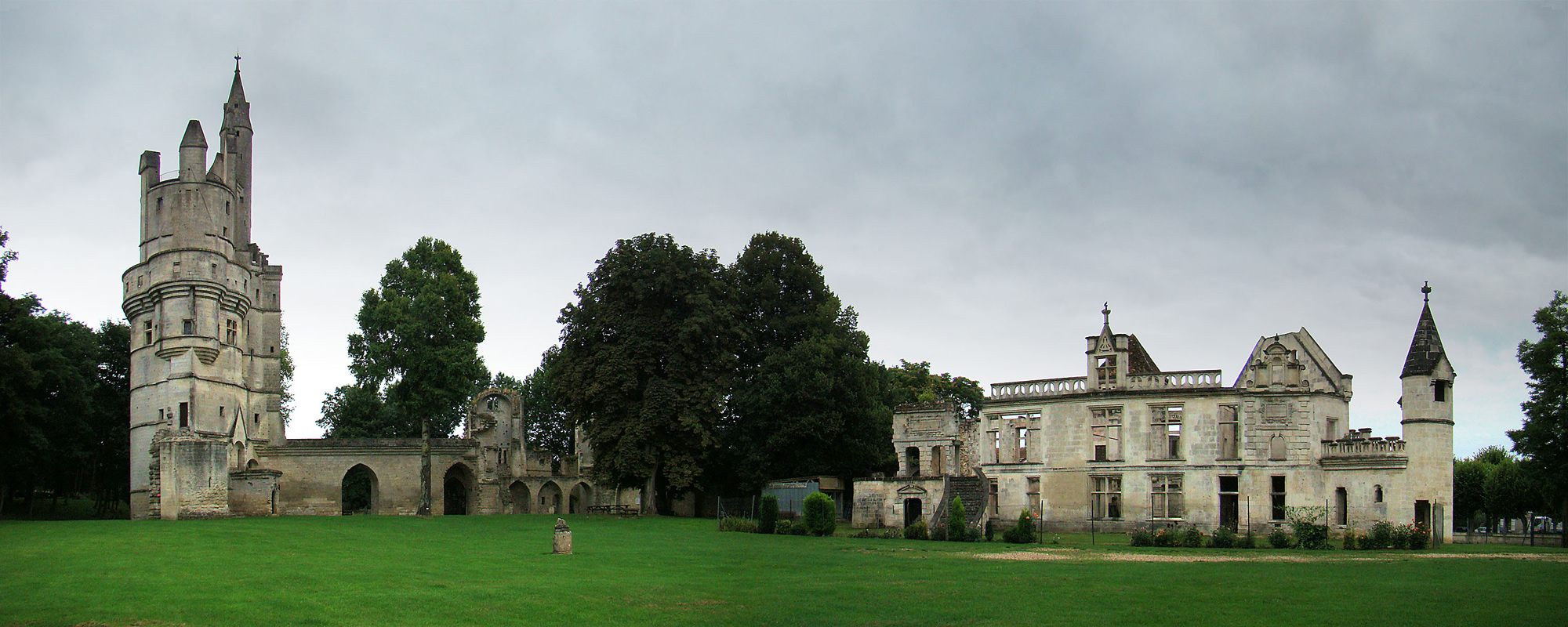
El « Château de Septmonts ».
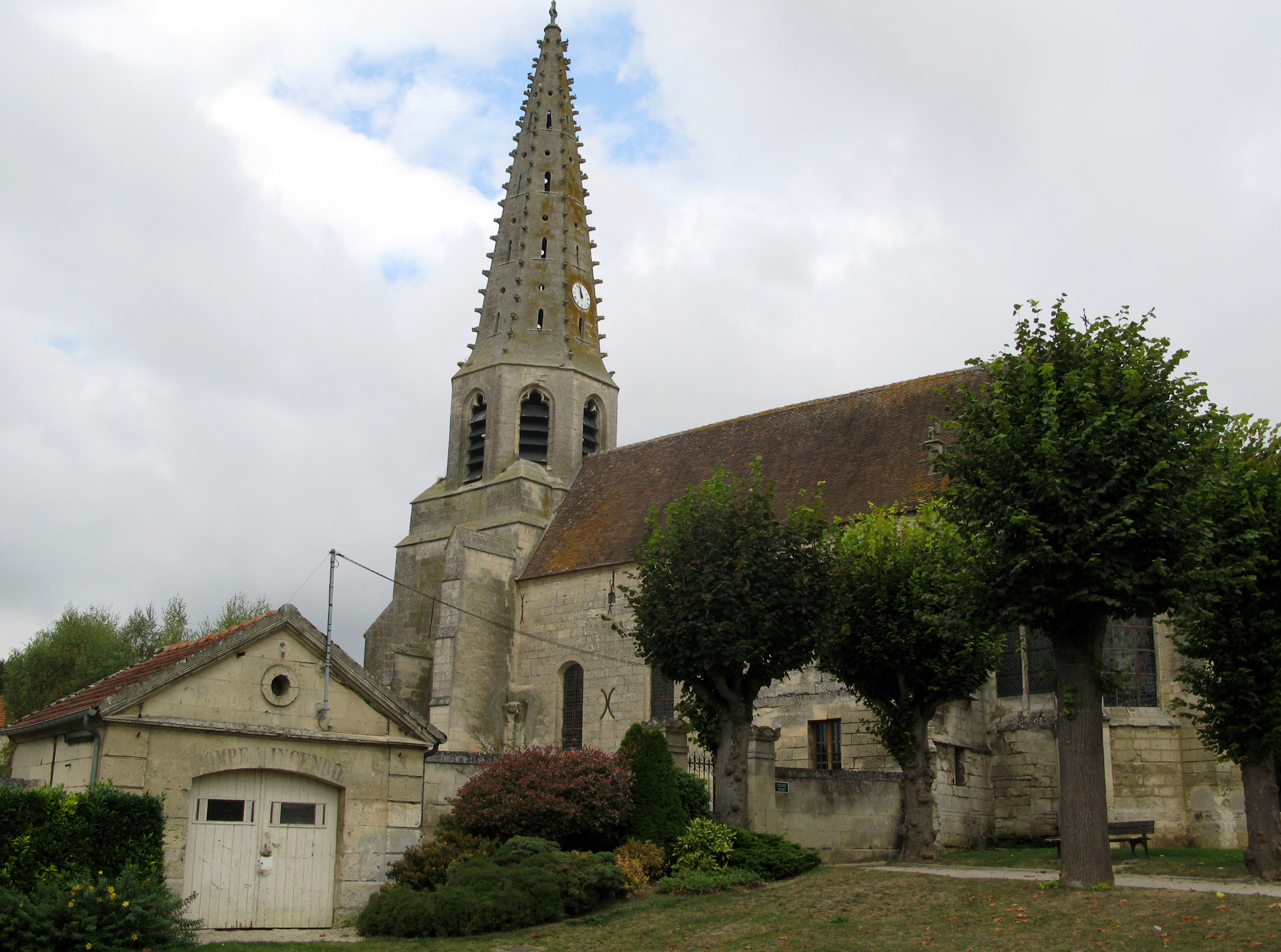
La iglesia de "Saint-André de Septmonts" siglo XV.